# Östersund Winter Eco Rally
L'Östersund Winter Eco Rally è una competizione automobilistica con base a Östersund, in Svezia, riservata a veicoli alimentati tramite fonti di energia alternativa e inserita dal 2023 nel programma della FIA ecoRally Cup.

## Albo d'oro
| Edizione | 1º posto                                         | 2º posto                                               | 3º posto                                              |
| -------- | ------------------------------------------------ | ------------------------------------------------------ | ----------------------------------------------------- |
| 2023     | Guido Guerrini (pilota) Artur Prusak (co-pilota) | Vincent Mucchielli (pilota) Antoine Maxime (co-pilota) | Didier Malga (pilota) Anne-Valérie Bonnel (co-pilota) |
| 2023     | Kia eNiro                                        | Kia EV6                                                | Hyundai Kona                                          |
| 2024     | Guido Guerrini (pilota) Artur Prusak (co-pilota) | Michal Žďárský (pilota) Jakub Nábělek (co-pilota)      | Didier Malga (pilota) Anne-Valérie Bonnel (co-pilota) |
| 2024     | Kia eNiro                                        | Hyundai Kona                                           | Kia eNiro                                             |